# ستيفان كينسلا
ستيفان كينسلا (بالإنجليزية: Norman Stephan Kinsella)‏ هو محامي واقتصادي أمريكي، ولد في 1965 في Prairieville, Louisiana ‏ في الولايات المتحدة.